# Като да и не
„Като да и не“ е сингъл на българската певица Росица Кирилова от двадесет и първия ѝ студиен албум „25 години на сцената – Като да и не“, издаден през 2008 година.